# Кубок Америки з футболу 2016 (кваліфікація)
Відбіркові матч на Кубок Америки 2016 року — міжнародні футбольні матчі, що визначили дві останні збірні від КОНКАКАФ, які отримали право зіграти на Кубку Америки 2016 року. Обидва матчі плей-оф (Панама проти Куби та Тринідад і Тобаго проти Гаїті) були проведені на стадіоні «Роммель Фернандес» в Панамі 8 січня 2016 року.

## Кваліфіковані команди

### Регламент
У турнірі автоматично брали участь всі десять команд-членів КОНМЕБОЛ, а інші шість місць на турнірі були віддані представникам КОНКАКАФ. З них збірні США і Мексики також кваліфікувались автоматично. Ще два місця отримала збірна Коста-Рики, як чемпіон Центральноамериканського футбольного союзу через перемогу в Центральноамериканському кубку 2014, та збірна Ямайци, як чемпіон Карибського футбольного союзу через перемогу в Карибському кубку 2014. Останні два місця, що залишились мали бути розіграні у стикових матчах між чотирма командами, що посіли найвищі місця на Золотому кубку КОНКАКАФ 2015 року.

### Результати збірних на Золотому кубку КОНКАКАФ 2015
| Поз | Команда           | І | В | Н | П | ГЗ | ГП | РГ  | О  | Кваліфікація на Кубок Америки 2016 року         |
| --- | ----------------- | - | - | - | - | -- | -- | --- | -- | ----------------------------------------------- |
| 1   | Мексика           | 6 | 4 | 2 | 0 | 16 | 6  | +10 | 14 | Кваліфікувались до Золотого кубка КОНКАКАФ 2015 |
| 2   | Ямайка            | 6 | 4 | 1 | 1 | 8  | 6  | +2  | 13 | Кваліфікувались до Золотого кубка КОНКАКАФ 2015 |
| 3   | Панама            | 6 | 0 | 5 | 1 | 6  | 7  | −1  | 5  | Плей-оф                                         |
| 4   | США               | 6 | 3 | 2 | 1 | 12 | 5  | +7  | 11 | Кваліфікувались до Золотого кубка КОНКАКАФ 2015 |
|     |                   |   |   |   |   |    |    |     |    |                                                 |
| 5   | Тринідад і Тобаго | 4 | 2 | 2 | 0 | 10 | 6  | +4  | 8  | Плей-оф                                         |
| 6   | Гаїті             | 4 | 1 | 1 | 2 | 2  | 3  | −1  | 4  | Плей-оф                                         |
| 7   | Коста-Рика        | 4 | 0 | 3 | 1 | 3  | 4  | −1  | 3  | Кваліфікувались до Золотого кубка КОНКАКАФ 2015 |
| 8   | Куба              | 4 | 1 | 0 | 3 | 1  | 14 | −13 | 3  | Плей-оф                                         |
|     |                   |   |   |   |   |    |    |     |    |                                                 |
| 9   | Сальвадор         | 3 | 0 | 2 | 1 | 1  | 2  | −1  | 2  |                                                 |
| 10  | Канада            | 3 | 0 | 2 | 1 | 0  | 1  | −1  | 2  |                                                 |
| 11  | Гондурас          | 3 | 0 | 1 | 2 | 2  | 4  | −2  | 1  |                                                 |
| 12  | Гватемала         | 3 | 0 | 1 | 2 | 1  | 4  | −3  | 1  |                                                 |

### Плей-оф
Наступні чотири збірні потрапили в раунд плей-оф:
1. Панама
2. Тринідад і Тобаго
3. Гаїті
4. Куба

Матчі проводились за схемою:
- Збірна #2 vs Збірна #3
- Збірна #4 vs Збірна #1

Спочатку було повідомлено, що будуть проведені двоматчеві протистояння в жовтні 2015 року. Тим не менше 29 жовтня 2015 року КОНКАКАФ підтвердив, що плей-оф буде складатись з одного матчу і усі команди зіграють на стадіоні «Роммель Фернандес» в Панамі 8 січня 2016 року. Панама стала господарем турніру як найкраща сіяна команда.

### Матчі
| 8 січня 2016 17:10 UTC−5 |

| Тринідад і Тобаго | 0–1      | Гаїті       |
| ----------------- | -------- | ----------- |
|                   | Протокол | Бельфор 86' |

| «Естадіо Роммель Фернандес», Панама Арбітр: Девід Гантар (Канада) |

 Гаїті кваліфікувались у фінальний турнір.
| 8 січня 2016 20:30 UTC−5 |

| Куба | 0–4      | Панама                                         |
| ---- | -------- | ---------------------------------------------- |
|      | Протокол | Гомес 3' Техада 17' (пен.) Купер 52' Перес 89' |

| «Естадіо Роммель Фернандес», Панама Арбітр: Фернандо Герреро (Мексика) |

 Панама кваліфікувалась у фінальний турнір..